# Anastasio I Dicoro
Anastasio I il Dicoro (in latino: Flavius Anastasius; in greco: Φλάβιος Ἀναστάσιος; Durazzo, 430 circa – Costantinopoli, 9 luglio 518) è stato un imperatore romano dal 491 al 518.
L'impopolarità nelle province europee che caratterizzò il suo impero (in particolare presso l'aristocrazia), legata alla sua difesa del monofisismo, venne sfruttata da Vitaliano per organizzare una pericolosa ribellione, nella quale venne assistito da un'orda di Unni (514-515). La rivolta venne infine repressa grazie ad una vittoria navale ottenuta dal generale Marino di Siria, fedele ad Anastasio.

## Biografia
Nativo di Dyrrhachium, in Nova Epirum, ebbe una madre manichea e uno zio, di nome Clearco, ariano. Aveva un fratello, Paolo, una sorella di nome Cesaria e tre nipoti, Ipazio, Pompeo e Probo. Era alto, di bell'aspetto e, primo imperatore dopo una lunga serie, non portava la barba; la singolare caratteristica di avere un occhio nero ed uno azzurro (eterocromia) gli fruttò il soprannome di Dicorus (dal greco Δίκορος, "due pupille").
Nel 491, Anastasio era un ufficiale di palazzo (uno dei tre decurioni dei silentiarii) e godeva di una reputazione molto alta, ma non era ancora membro del senato. Aveva un grande interesse nelle materie religiose, tanto da essere considerato come candidato per il soglio episcopale di Antiochia alla morte di Pietro Fullo (488 circa); tra il 489 e il 491 entrò in contrasto col patriarca di Costantinopoli, Eufemio, in quanto aveva aperto una cattedra nella Grande chiesa e si era messo ad insegnare privatamente le proprie convinzioni, che seguivano quelle di Eutiche, fondatore del Monofisismo.
Il racconto del suo esilio in Egitto ordinato da Zenone è considerato falso dagli storici, ma effettivamente pare abbia fatto naufragio e poi abbia visitato la provincia, dove avrebbe conosciuto il vescovo Giovanni Tabennesiota.

### Assunzione dell'impero
Alla morte di Zenone, fu elevato al trono dell'Impero romano d'Oriente per volere di Ariadne, la vedova dell'imperatore che lo conosceva bene. Prima dell'incoronazione, avvenuta l'11 aprile per mano di Eufemio, Anastasio dovette firmare un documento in cui dichiarava la propria ortodossia. Il 20 maggio di quello stesso anno rafforzò il proprio potere sposando Ariadne.

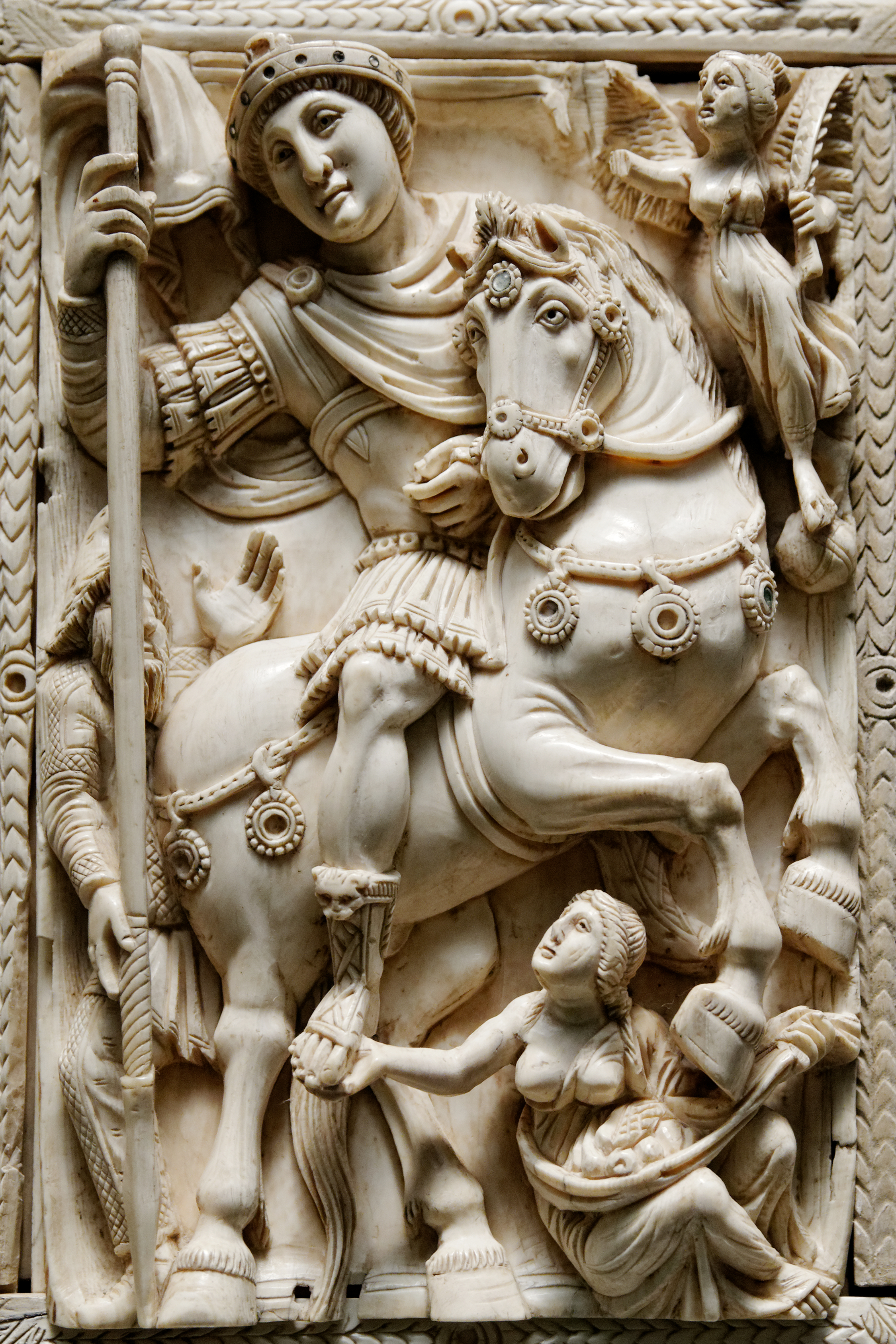
Secondo alcune interpretazioni, il pannello centrale dell'avorio Barberini rappresenterebbe Anastasio in trionfo.

Il suo regno, benché in seguito disturbato da guerre esterne e interne e da questioni religiose, cominciò sotto buoni auspici. Anastasio ottenne il favore popolare con una giudiziosa riduzione della tassazione e mostrò grande vigore ed energia nell'amministrazione degli affari dell'impero, tanto che alla sua morte lasciò 23 milioni di nomismata nelle casse statali, quasi tre volte il bilancio annuale dell'impero.
Anastasio fu coinvolto nella guerra isaurica e nella guerra persiana. La prima (492-497) venne scatenata dai sostenitori di Longino, il fratello di Zenone che Anastasio aveva esiliato nella Tebaide, in Egitto, espellendo pure tutti gli isaurici dalla capitale. La vittoria di Cotieo nel 493 piegò la rivolta, ma la guerriglia continuò sulle montagne isauriane per altri anni. Nella guerra con la Persia (502-506), Teodosiopoli e Amida vennero catturate dal nemico, ma anche le province persiane soffrirono gravemente e Amida fu infine recuperata. Entrambi gli avversari erano esausti quando venne stabilita una pace (506) sulle basi dello status quo. Anastasio successivamente fece costruire la potente fortezza di Dara per tenere in scacco Nisibis. Le province balcaniche furono devastate dalle invasioni degli Slavi e dei Bulgari; per proteggere Costantinopoli e le sue vicinanze venne costruito il "Muro anastasiano" che si estendeva dal Propontide al Mar Nero. Clodoveo I ricevette nel 508 dall'imperatore il titolo di console, che gli permise di entrare a Tours con le insegne romane.
Nel 513 scoppiò la rivolta di Vitaliano, comes foederatorum (comandante dei contingenti alleati). Vitaliano attaccò la Tracia e la Moesia, devastandone le città. Nel 514 si diresse col proprio esercito di 60.000 uomini contro Costantinopoli; Anastasio gli mandò contro un esercito guidato da Ipazio, il quale fu catturato da Vitaliano per il tradimento dei propri uomini. Il comando delle truppe romane fu allora affidato a Cirillo, il quale, dopo alterne vicende, fu sconfitto e catturato da Vitaliano, ancora una volta a causa del tradimento dei soldati romani, mentre si trovava nel proprio letto con due concubine. Nel 515 Vitaliano si diresse allora su Costantinopoli, con l'intenzione di catturare la capitale e prendere il potere, ma, accampatosi a Sycae, di fronte alla città, accettò di abbandonare i propri propositi e di rilasciare Ipazio in cambio di un tributo in oro e del titolo di magister militum per Thracias. Nel 516 Vitaliano tornò all'attacco e Anastasio affidò allora a Marino il Siriano la spedizione contro gli invasori, stavolta via mare: Vitaliano accettò lo scontro, ma fu sconfitto nei pressi di Bytharia, perdendo gran parte della flotta.

### Politica interna

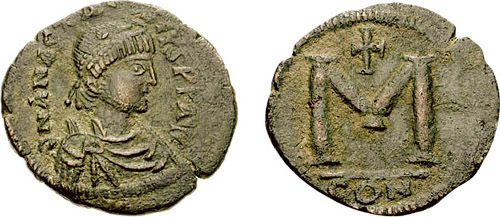
Follis di Anastasio I.

L'imperatore fu un convinto monofisita, ma la sua politica ecclesiastica fu moderata; si impegnò a mantenere i principi dell'Henotikon di Zenone e la pace nella chiesa. Furono l'atteggiamento non incline ai compromessi degli estremisti ortodossi e le dimostrazioni di ribellione della popolazione bizantina che lo spinsero nel 512 ad abbandonare questa politica e ad adottare un programma monofisita.

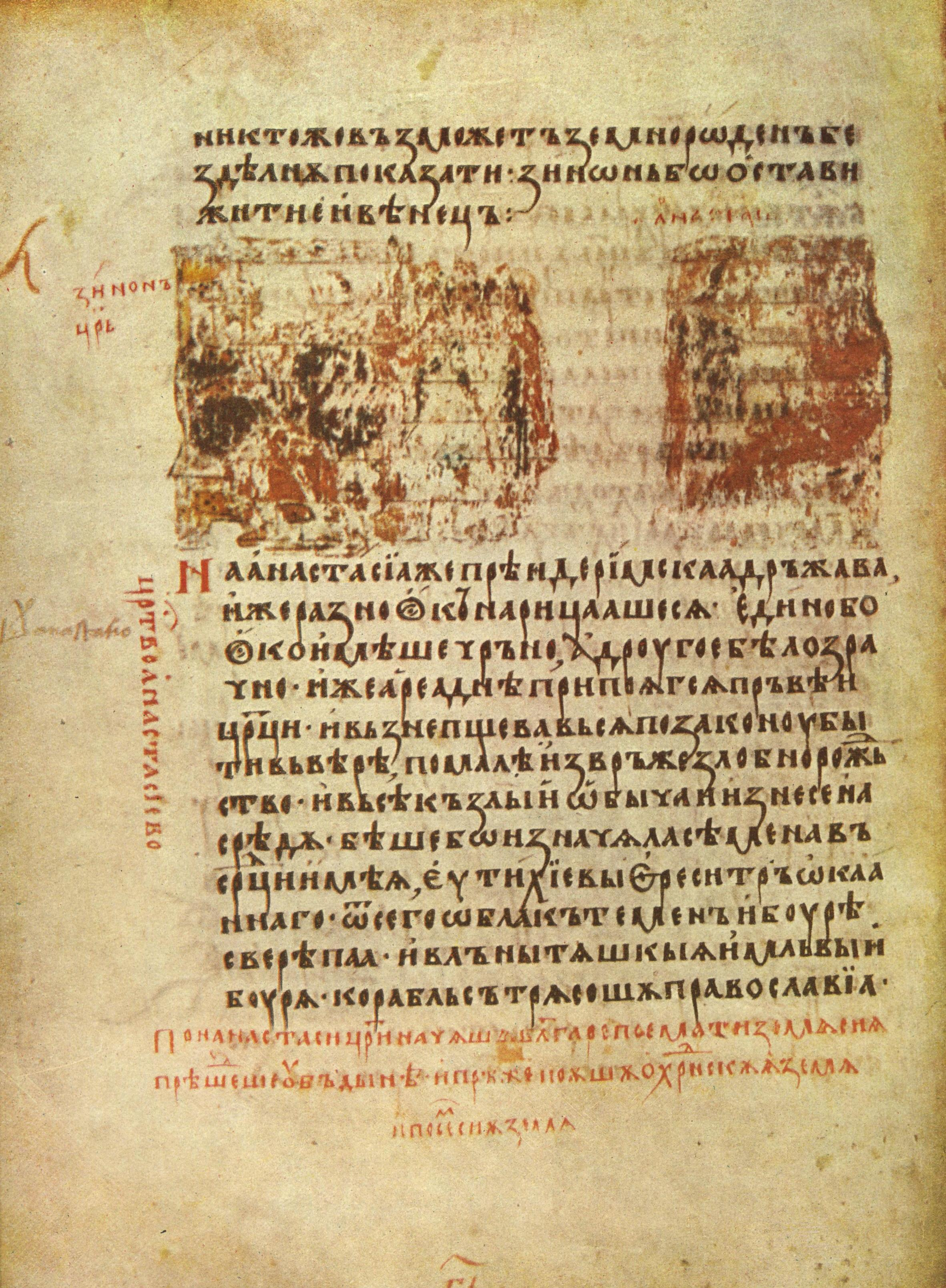
Manoscritto rappresentante gli imperatori Zenone e Anastasio I.

La politica finanziaria di Anastasio fu così prudente e volta al risparmio che gli fece guadagnare la reputazione di avaro e contribuì alla sua impopolarità.
Morì il 9 luglio 518 e fu sepolto assieme ad Ariadne nella chiesa dei Santi Apostoli. Giovanni Lido ne loda la generosità e lo descrive come intelligente, acculturato, attivo e lento all'ira.
Esiste una storia riguardante la scelta del suo successore: Anastasio non riusciva a decidere quale dei suoi tre nipoti gli avrebbe succeduto, così mise un messaggio sotto un divano e fece prendere posto ai nipoti nella stanza, dove c'erano altri due divani; egli riteneva che il nipote che si fosse seduto sulla poltrona col messaggio sarebbe stato il suo erede. Comunque, due dei suoi nipoti si sedettero sullo stesso divano (una storia vuole che fossero amanti), e il divano con il messaggio rimase vuoto. Quindi, dopo aver chiesto consiglio a Dio in preghiera, determinò che la prima persona ed entrare nella stanza il mattino seguente sarebbe stata il prossimo imperatore, e quella persona fu Giustino, il capo della sua guardia. In realtà, Anastasio probabilmente non pensò mai a Giustino come suo successore, ma la scelta venne fatta per lui dopo la sua morte.